# アメリカ中西部大洪水
アメリカ中西部大洪水（アメリカちゅうせいぶだいこうずい、Great Flood of 1993）は、1993年の4月から9月に、アメリカ合衆国中西部のミシシッピ川とミズーリ川の流域で起こった洪水である。
この洪水はアメリカ合衆国に1927年のミシシッピ大洪水以来の大被害を与え、50人が死亡、150億ドルの被害があった。
被害地域は、イリノイ州、アイオワ州、ミズーリ州、ノースダコタ州、サウスダコタ州、ネブラスカ州、カンザス州、ミネソタ州、ウィスコンシン州に及ぶ。